# 旗本退屈男 (1970年のテレビドラマ)
『旗本退屈男』（はたもとたいくつおとこ）は、1970年10月6日から1971年3月30日にフジテレビ系列で毎週火曜日の20時00分から20時56分に放映された東宝制作の日本の連続時代劇。高橋英樹主演。全26回。

## 概要
原作は佐々木味津三。
旗本退屈男のテレビドラマ化としては中村竹弥版（1959〜1960年。KRT）に続く二度目の作品。
第一話では早乙女主水之介の額に天下御免の向こう傷と呼ばれる三日月の傷がつく経緯が描かれている

## キャスト
- 早乙女主水之介:高橋英樹
- 菊路:柏木由紀子（第1～6・8～10・16～17・20・23～24・26話）
- 霧島京弥:片岡孝夫（第1～4・6～9・18話）
- 小田切頼母:平田昭彦（第1～3・6・16・19・23・26話）
- 宗田甚左衛門:藤原釜足（第1～3・8～9話）
- おゆう:水野久美（第1～7・10～11・15・17～24・26話）
- 長次:うえずみのる（第1～12・15～26話）

## ゲスト
| 話数 | ゲスト |
| ---- | --- |
| 1    | 赤谷伝九郎:堀田真三、榊原大内記:中村敦夫、西尾梅軒:大久保正信、仙太:稲吉靖 浪人:渡辺貞男、花柳徳樹、藤本秀輔、小蝶:高田美和、石川兵庫:高松英郎 |
| 2    | 八丈屋藤右衛門:川合伸旺、大和田十郎次:織本順吉、沼田正守:美川陽一郎、伊助:浅見比呂志 ダニエル仁平:二瓶正也、信者の男:島田太郎、信者の女:安田洋子、おなみ:川口小枝 おみね:宮本信子 |
| 3    | 長崎屋作右衛門:浅野進治郎、谷川:小栗一也、白金屋九兵衛:河村弘二、相良伝蔵:石橋雅史 小僧:赤塚真人、番頭:西川敬三郎、鳥山佐十郎:佐々木功、如見堂一心:小松方正 ユキ:菊ひろ子 |
| 4    | 楓:和田良子、市太郎:柴田侊彦、関屋八郎太:横森久、藩士・西村:中庸介 お袖:高野通子、門番:土屋靖雄、直助:菅沼赫、壷振り:田中治 能勢新兵衛:香川良介、お民:東郷晴子、志乃:葉山葉子 |
| 5    | 寺尾三太夫:池田忠夫、杉浦権之兵衛:北浦昭義、村松宗之進:仁内達之、巫子:若原初子 職人:三田松五郎、浪人:木村博人、岡っ引き:小松富雄、職人:井川類 浪人:柿沼真二、灰屋十眠:神田隆、彫り辰:田武謙三、百化け十吉:和崎俊哉、お小夜:東山明美 |
| 6    | 五郎次:上田忠好、菱田格之助:椎名勝己、文吉:中井啓輔、巳之吉:中山豊 泉田:鈴木治夫、奥村の妻:森今日子、藩士:星野富士雄、藩士:富士乃幸男 高坂玄蕃:江見俊太郎、お妻:清水まゆみ |
| 7    | 大谷刑部:渥美国泰、茂平:天草四郎、磯野久之進:市川五百蔵、紫乃の方:三田登喜子 古角要造:北町史朗、弥須姫:米岡雅子、長沢伝兵衛:湊俊一、腰元小萩:菊地真美 藩士:高倉英二、浪人:上西弘次、松浦源三郎:河原崎建三、おしん:松本留美 |
| 8    | 松蔵:江波多寛児、杉浦権之兵衛:北浦昭義、又市:二見忠男、老女:日高ゆりえ お夏:尾花ミキ、上田:岩本弘司、良山和尚:池田生二、長屋の男:岩城和男 お紺:小山朋子、同心:金子富士男、母親:上野綾子、本庄図書:天野新士、酒井出雲:山本耕一 |
| 9    | 伊兵衛:伊沢一郎、太刀川喜六:天本英世、萩原三節:若宮大祐、諸星新九郎:小瀬格 杉浦権之兵衛:北浦昭義、おみわ:有川由紀、弥五郎:邦創典、寅松:木村博人 与八:荒木保夫、幸吉:松山省二、お葉:北林早苗 |
| 10   | 職人:田川恒夫、隠居:瀬良明、武士:柿木香二、武士:小松富雄 女中:鈴木洋子、神岡近江:佐々木孝丸、久松平十郎:戸上城太郎 和田一作:戸浦六宏、お仲:中原早苗 |
| 11   | お糸:水沢有美、都一平:村田正雄、森山助四郎:伊藤久哉、権次:岡部正純 田舎侍:石山克巳、間垣久馬:須永宏、伊之吉:渡辺貞男、旗本:森下明 旗本:上西弘次、近藤将監:石浜朗、おりん:野川由美子 |
| 12   | 杉浦権之兵衛:北浦昭義、お玉:富山真沙子、小野大助:沖田駿一、永順:青野平義 寅吉:阪脩、武士:国井正広、小坊主:田中英美、女中:江口ふじ子 武内:井口義亮、藩士:星野富士雄、お内儀:小海とよ子 田宮登十郎:穂積隆信、道久:北城寿太郎、小野帯刀:見明凡太朗 |
| 13   | お松:土田早苗、段次:新田昌玄、山内土佐之守:奥野匡、浅妻強右衛門:原田力 松平の近習:伊藤実、山内の供頭:吉頂寺晃、松平の用人:草川直也 島津藩士:久本昇、島津藩士:波戸崎徹、島津藩士:津々井功二 島津修理太夫:松本克平、松平源七郎:松村達雄 |
| 14   | お松:土田早苗、乙川要之進:柳生博、亜美:京春上、富士屋藤右衛門:舘敬介 服部八郎兵衛:山田禅二、丸八親分:橋爪秀雄、相模屋善兵衛:高松政雄、相模屋の番頭:永谷悟一 女中:記平佳枝、町娘:菊地真美、町娘:角本みゆき、町娘:浜崎佳子 奥女中お万:大畠恵子、大久保加賀守:松本朝夫、杉田平太夫:有馬昌彦 陣馬陣十郎:今井健二、踏絵:丘みつ子                                                                     |
| 15   | 杉浦権之兵衛:北浦昭義、辰巳屋左右吉:増田順司、お栄:渡辺千世、仙太:宮口二朗 隆光:松本染升、中井高之進:池田駿介、老松の清兵衛:長尾敏之助、塩月喜八郎:石垣守一 とね:伊藤栄子、香代:真屋順子、隆達:多々良純 |
| 16   | 金助:稲垣隆史、戸田長門守:片山滉、中山源三:津野哲郎、草野伝蔵:武田一彦 道安:西村淳二、金助の母:田所千津子、老女:津路清子、お蘭の方:栗崎ちか子 お園:加藤真知子、早水千里:赤座美代子、黒崎与八郎:深江章喜、今村筑後:黒川弥太郎 |
| 17   | 杉浦権之兵衛:北浦昭義、誰袖:松木路子、糸屋六兵衛:浅野新治郎、遣り手婆:辻伊万里 お里の老父:石川冷、三ッ扇屋主人:幸田宗丸、鬼久の子分:小高まさる、気味の悪い按摩:矢野昭 お岩のような女:笠井ひろ、糸屋の番頭:山口譲、源七:清川新吾、家臣大藪:戸田皓久 遠藤主計頭:田浦正己、鬼久親分:田崎潤 |
| 18   | 津田平太夫:高木二朗、丹羽隼人正:田口計、三次郎:藤森達雄、房州屋:最上龍二郎 天人のお吉:南条みつ江、土堤の金八:宮島誠、お志津:夏圭子、宗助:船戸順 真月院:三條美紀、孫右衛門:辰巳柳太郎 |
| 19   | 小芳:沢井桂子、お紋の方:高須賀夫至子、腰本治右衛門:堺左千夫、篠原梅甫:塚本信夫 幇間三平:花村えいじ、腰本家の侍:波戸崎徹、腰本家の侍:渡辺貞男、腰本家の侍:小林旦 将軍綱吉:中村又五郎、上総十五郎:津川雅彦 |
| 20   | お京の方:万里昌代、森田大蔵:小笠原弘、井関梅若：外山高士、梅路:二宮弘子 立花豊前守:青沼三朗、お相撲兼:須永恒、里見伝九郎:巽治郎、川村平馬:寺田将 綾:大石真弓、吉沢:渡辺晃三、お市:弓恵子、三浦左門:北沢彪 山椒小僧新之介:浜木綿子 |
| 21   | 杉浦権之兵衛:北浦昭義、喜連川茂氏:小林勝彦、おきよ:菱見百合子、かね:松風はるみ おかみさん:春江ふかみ、与吉:塚田正昭、茶屋女:小畑道子、おすみ:美山ゆみ 藩士:岡本隆、門番:柿木香二、田沢蔵人:武藤英司、だるま屋新兵衛:江戸家猫八 |
| 22   | お咲:小林夕岐子、杉浦権之兵衛:北浦昭義、六松:小瀬朗、辻堂内膳:野口元夫 長崎屋妻お米:露原千草、長崎屋銀右衛門:五藤雅博、伊賀守の奥方:小園蓉子 氏家修理:相原巨典、審判係:西田昭市、侍一:北川陽一郎、侍二:上田侑嗣 長崎屋の番頭:松尾文人、飲み屋の親爺:大村千吉、典医:大野広高、用人:永谷悟一 中間:木下雅弘、氏家側の侍:三浦弘久、黒住団七:藤岡重慶 古高新兵衛:島田景二郎、永井伊賀守直敬:増田順司 |
| 23   | 千鳥の仙太:木村元、諫早三郎太:伊達三郎、秋元但馬守:森山周一郎、伊之吉:伴藤武 野上弥惣次:豪健司、藤兵衛:湊俊一、五代孝之進:川野耕司、塩見重兵衛:高松政雄 冴姫:御影京子、お峰:左時枝 |
| 24   | 野田信濃:上野山功一、木曽新九郎:丹羽又三郎、横地佐太夫:今村原兵、登勢:入江幸江 道具屋の主人:佐野哲也、小旗本:久本昇、中間:石橋健、介添の女:西朱実 小谷玄蕃:見明凡太朗、玉代:堀井永子、松江:園まり |
| 25   | 杉浦権之兵衛:北浦昭義、三之助:永井秀和、才蔵:東光生、浪人三輪:荒木将久 座頭:市川五百蔵、目付役人:仁内達之、みつ:七瀬真紀、座頭:藤原英昭 白石長十郎:睦五郎、白石主膳:加賀邦男、由良:入江若葉、梅沢検校:安部徹 |
| 26   | 戸田越中守:小林重四郎、清吉:小倉雄三、要屋清兵衛:山田禅二、日野周防守:幸田宗丸 浪人朝馬:林邦史郎、岡っ引:宇仁貫三、侍:木村博人、侍:鈴木治夫 黒川甲斐守:江見俊太郎、数珠屋源兵衛:清水元、小萩:長谷川稀世 |

## 放映リスト
| 話数 | 放映日         | サブタイトル   | 脚本       | 監督       |
| ---- | -------------- | -------------- | ---------- | ---------- |
| 1    | 1970年 10月6日 | 向う傷由来     | 櫻井康裕   | 小野田嘉幹 |
| 2    | 10月13日       | いろは狂女     | 櫻井康裕   | 小野田嘉幹 |
| 3    | 10月20日       | 亥の刻ご用心   | 櫻井康裕   | 高瀬昌弘   |
| 4    | 10月27日       | 元禄刀腰元     | 櫻井康裕   | 高瀬昌弘   |
| 5    | 11月3日        | 百化け河岸     | 櫻井康裕   | 小松幹雄   |
| 6    | 11月10日       | 竹流し金六万両 | 櫻井康裕   | 高瀬昌弘   |
| 7    | 11月17日       | 若さま纏       | 櫻井康裕   | 高瀬昌弘   |
| 8    | 11月24日       | 濡れ髪人形     | 櫻井康裕   | 小松幹雄   |
| 9    | 12月1日        | 大江戸黒手組   | 櫻井康裕   | 高瀬昌弘   |
| 10   | 12月8日        | はみだし義士   | 櫻井康裕   | 高瀬昌弘   |
| 11   | 12月15日       | 縄ぬけおりん   | 櫻井康裕   | 田中徳三   |
| 12   | 12月22日       | 大名くじ       | 櫻井康裕   | 田中徳三   |
| 13   | 12月28日       | ぐずり殿様     | 松浦健郎   | 高瀬昌弘   |
| 14   | 1971年 1月5日  | 小田原の虫退治 | 松浦健郎   | 高瀬昌弘   |
| 15   | 1月12日        | かんざし仇討ち | 桜井康裕   | 鈴木敏郎   |
| 16   | 1月19日        | お目付け道中   | 小川英     | 田中徳三   |
| 17   | 1月26日        | 幽霊を買う     | 松浦健郎   | 高瀬昌弘   |
| 18   | 2月2日         | むすめ大漁節   | 桜井康裕   | 古川卓己   |
| 19   | 2月9日         | 天下の大喧嘩   | 松浦健郎   | 鈴木敏郎   |
| 20   | 2月16日        | 山椒小僧       | 小川英     | 田中徳三   |
| 21   | 2月23日        | 笑う六地蔵     | 桜井康裕   | 若林幹     |
| 22   | 3月2日         | 美女を賭ける   | 松浦健郎   | 古川卓己   |
| 23   | 3月9日         | 矢車数え唄     | 浅井昭三郎 | 田中徳三   |
| 24   | 3月16日        | うわなり討ち   | 桜井康裕   | 田中徳三   |
| 25   | 3月23日        | 花の諸羽流     | 桜井康裕   | 高瀬昌弘   |
| 26   | 3月30日        | 大暴れ主水之介 | 松浦健郎   | 高瀬昌弘   |

## スタッフ
- 原作: 佐々木味津三
- 企画: 市川久夫
- プロデューサー: 垣内健二、渡辺大年、香取擁史（第13話から）
- 構成: 島田一男（第1～12・15～16・18・20～21・24～25話）
- 音楽: 渡辺岳夫
- 殺陣: 久世竜、宇仁貫三
- 制作担当: 中嶋健二
- 制作: フジテレビ、東宝

## 放送局

### 本放送
- フジテレビ系列

### 再放送
- 時代劇専門チャンネル（2020年4月より）
- BSフジ（2020年5月6日より）